# Margien van Doesen
 (février 2019).
Si vous disposez d'ouvrages ou d'articles de référence ou si vous connaissez des sites web de qualité traitant du thème abordé ici, merci de compléter l'article en donnant les références utiles à sa vérifiabilité et en les liant à la section « Notes et références ».
Margien van Doesen, née le 23 avril 1975 à Groningue,,, est une actrice néerlandaise.

## Filmographie

### Cinéma et téléfilms
- 2002 : Vakantiefilm BV : Merel
- 2004 : Grijpstra & de Gier (nl) : Eveline de Bruin
- 2004 : Zes minuten : Esther
- 2005 : Enneagram - Maria's vermogen : Roos
- 2006 : Fok jou! (nl) : PIW'er
- 2007 : Van Speijk : Marianne
- 2007 : Flikken Maastricht : Bridget Neijssen
- 2007 : De co-assistent (nl) : Rosalie Bakker
- 2008 : Keyzer & de Boer advocaten : Kaat
- 2008 : Spoorloos verdwenen (nl) : Clara Prins
- 2009 : Kus : Esther
- 2011 : Verborgen gebreken (nl) :Gislaine Bijl
- 2011 : Seinpost Den Haag (nl) : Ellen Willems
- 2012 : Beatrix, Oranje onder vuur (nl) : Margarita
- 2012 : Fatih : La petite amie de Ahmet
- 2012 : Dokter Tinus : Dorper
- 2013 : Moordvrouw : Ellis Weideman
- 2013 : Divorce : Mona
- 2013 : De Leeuwenkuil (nl) : La reine
- 2014 : Versus : Saskia Jansze
- 2014 : Force : Bettina Blok
- 2014 : Hera : Klio
- 2015 : De Reünie (nl) : Renee
- 2016 : Vlucht HS13 (nl) : Barbara van Assendelft
- 2017 : Meisje van plezier (nl) : Joke
- 2017 : Wachtkamer : La voisine
- 2017 : Flikken Rotterdam (nl) : Ria van Zijl
- 2017-2018 : De Slet van 6 vwo (nl) : Rector Kempman
- 2019 : Keizersvrouwen : Charlotte
- 2019 : Morten (nl) : Pip